# 小行星1959
小行星1959（1959 Karbyshev）是一颗围绕太阳公转的小行星。1972年7月14日，柳德米拉·朱拉夫寥娃在克里米亚发现了此天体。
該小行星以俄羅斯軍事將領德米特里·卡爾比舍夫命名。
这颗小行星的绝对星等为32.02577197534799等。